# Целогородцев Артем Сергійович
Арте́м Сергі́йович Целогоро́дцев (9 листопада 2001) — український хокеїст, нападник хокейного клубу «Кременчук», кандидат у майстри спорту.

## Життєпис
Народився в Харкові.
З 12-річного віку займався хокеєм у Херсоні. У складі хокейного клубу «Дніпро» завоював «срібло» та чотири «бронзи» чемпіонату України з хокею. З 2023 року грає за хокейний клуб «Кременчук».
Студент Харківської державної академії фізичної культури.
У 2025 році на зимовій Універсіаді в Турині (Італія) у складі студентської збірної України з хокею здобув бронзову медаль.